# Anarca
L'anarca – termine composto dal greco an (ἀν) 'senza' e -árchìs, da árchein (ἄρχειν), 'governare, comandare' – è una figura che appare nel romanzo Eumeswil di Ernst Jünger, pubblicato in Germania nel 1977.
L'anarca riprende tratti caratteristici dell'Unico di Max Stirner: sovranità assoluta dell'individuo, ma nel rifiuto del potere; mancanza di sottomissione alle leggi della società, ma ricerca di una legge naturale o cosmica; volontà di una forma di padronanza eroica di se stessi; ricerca della libertà come fine ultimo di ogni azione; assenza di spirito di appartenenza a una bandiera o ideologia.
Pur considerando l'anarchia come l'elemento primario dell'esistenza, al punto che l'anarchia diviene nel romanzo di Jünger il vero movente della storia del mondo, l'autore tedesco distingue l'anarca dall'anarchico (benché definisca il primo anche come "anarchico radicale“). L'anarchico, infatti, vivendo nell'ossessione di una costante opposizione al potere, ne rimane prigioniero, e si destina quindi a una esistenza non realmente libera.  L'anarca, al contrario, tramite una forma di indifferenza, non lontana dall'atarassia stoica, prende le distanze dalla società e dal tempo storico, per aprirsi a una dimensione libera dell'esistenza all'interno di un ciclo cosmico che lo sovrasta. In questo senso, la figura dell'anarca riprende, all'interno della tradizione anarco-individualista, modelli classici, sviluppati anche dalla tradizione romantica e da Nietzsche, in cui l'individuo si configura come punto di equilibrio tra la dimensione libera della volontà e la necessità della natura o del destino. A differenza dei romantici, però, i quali si costruiscono "con la fantasia poetica o con il sogno un proprio tempo e un proprio spazio", "l'Anarca invece conosce e valuta bene il mondo in cui si trova, ed è capace di ritirarsi da esso quando gli pare".
L'Anarca si distingue anche dalla figura del "Lavoratore" (o "Operaio"), perché, a differenza di quest'ultimo, "non si lascia coinvolgere dalla dimensione della tecnica; se ne serve e la sfrutta se ciò gli torna utile, altrimenti la ignora e si ritira nel suo mondo interiore, nel mondo delle sue letture. L'Anarca è sovrano anche sulla tecnica".
L'anarca può essere letto come un proseguimento o evoluzione della figura del Waldgänger, colui che «'passando al bosco', cioè ritirandosi nei penetrali di se stesso, affronta e vince l'angoscia, il dubbio e il dolore».